# كردستان24
قناة كوردستان 24 هي قناة فضائية إخبارية كوردية تبث من كوردستان العراق تهتم بالأخبار السياسية والرياضية والاقتصادية مع تركيزها على القضية الكوردية وبخاصة في سوريا وتركيا وإيران والعراق، وبدأت البث في 31 من شهر تشرين الأول أكتوبر 2015. تأسست القناة بتدريب من قناة فرانس 24 حيث دربت عددا من العاملين فيها.
وبصدد الهدف من إنشاء هذه القناة يقول المدير الأسبق ومؤسس القناة نورالدين ويسي:«هدفنا أن نغدو صرحا إعلاميا رائدا ومتميزا في المنطقة یتحمل مسؤوليته الأخلاقية والمهنية في كل ما ینشره ویبثه».
يشغل الآن منصب المدير العام للقناة الإعلامي أحمد الزاويتي والذي سبق له أن عمل مراسل ومديرا لمكتب قناة الجزيرة في إقليم كوردستان العراق منذ عام 2003.

## من يشاهد القناة
بحسب المراصد الصحفية يشاهد سكان إقليم كوردستان العراق قناة كوردستان 24 لأنها تبث بلغتهم وبلهجتين هما السورانية والكرمانجية، وجمهورها يقتصر على الناطقين بالكوردية لاسيما في المناطق ذات الغالبية الكوردية سواء في إيران وسوريا وتركيا.

## كوردستان 24 نت
تم إطلاق موقع كردستان 24 نت الإخباري في 2015 باللغات الكوردية والإنجليزية والعربية والتركية والفارسية. معظم زوار ومعلقي الموقع بالكوردية من كوردستان العراق والناطقين بالكوردية في سوريا وإيران ثم أبناء الجالية الكوردية في دول أوروبا وأمريكا وغيرها.

## برامج وأنشطة القناة
تبث القناة الأخبار السياسية كما تسلط الضوء على الأخبار الاقتصادية وتتابعها بالبث والتحليل اليومي المباشر ولها برامج حوارية سياسية واقتصادية وطبية ورياضية. وقامت القناة بتغطية مكثفة للحرب على تنظيم ما يسمى بالدولة الاسلامية ( داعش) وتحرير الموصل والمناطق المجاورة لا سيما تحرير سنجار واليزيديين من قبضة داعش.

## أنظر أيضا
- فرانس 24
- قناة الجزيرة

## وصلات خارجية
- كوردستان 24
- البث المباشر لقناة كردستان 24